# Sisobahili II Tanoseo
Sisobahili II Tanoseo is een bestuurslaag in het regentschap Gunungsitoli van de provincie Noord-Sumatra, Indonesië. Sisobahili II Tanoseo telt 326 inwoners (volkstelling 2010).